# Prospalta serva
Prospalta serva là một loài bướm đêm trong họ Noctuidae.